# جاس فرستاپن
یوهانس فرانسیسکوس «جاس» فرستاپن (هلندی: Johannes Franciscus "Jos" Verstappen؛ زادهٔ ۴ مارس ۱۹۷۲ در مونت‌فورت) رانندهٔ سابق مسابقات اتومبیل‌رانی اهل هلند است که از فصل ۱۹۹۴ تا ۱۹۹۸، و دوباره در فصل‌های ۲۰۰۰، ۲۰۰۱ و ۲۰۰۳ در مجموع در ۱۰۷ گراند پری از مسابقات جهانی فرمول یک شرکت کرد.
او در طول دوران فعالیت خود در فرمول یک، ۲ بار بر روی سکو رفت و ۱۷ امتیاز را نیز به نام خود به‌ثبت رساند.
جاس فرستاپن پدر ماکس فرستاپن، رانندهٔ کنونی تیم رد بول ریسینگ در فصل جاری مسابقات جهانی فرمول یک است.